# Hexahidrita
L'hexahidrita és un mineral de la classe dels sulfats que pertany i dona nom al grup de l'hexahidrita de minerals. Va ser anomenada l'any 1911 per Robert Angus Alister Johnston, en al·lusió al nombre de molècules d'aigua (hexa, sis, i hidro, aigua) que conté.

## Característiques
L'hexahidrita és un sulfat de magnesi amb sis molècules d'aigua de fórmula química MgSO₄(H₂O)₆. Cristal·litza en el sistema monoclínic, rarament en cristalls ben formats. Pot cristal·litzar en delicades fibres asiculars o en cristalls tabulars gruixuts. La seva duresa a l'escala de Mohs va de 2 a 2,5. Es pot deshidratar a starkeyita.
Segons la classificació de Nickel-Strunz, l'hexahidrita pertany a «07.CB: Sulfats (selenats, etc.) sense anions addicionals, amb H₂O, amb cations de mida mitjana» juntament amb els següents minerals: dwornikita, gunningita, kieserita, poitevinita, szmikita, szomolnokita, cobaltkieserita, sanderita, bonattita, aplowita, boyleita, ilesita, rozenita, starkeyita, drobecita, cranswickita, calcantita, jôkokuita, pentahidrita, sideròtil, bianchita, chvaleticeita, ferrohexahidrita, moorhouseita, nickelhexahidrita, retgersita, bieberita, boothita, mal·lardita, melanterita, zincmelanterita, alpersita, epsomita, goslarita, morenosita, alunògen, meta-alunògen, aluminocoquimbita, coquimbita, paracoquimbita, rhomboclasa, kornelita, quenstedtita, lausenita, lishizhenita, römerita, ransomita, apjohnita, bilinita, dietrichita, halotriquita, pickeringita, redingtonita, wupatkiita i meridianiita.

## Formació i jaciments
Es forma per deshidratació de l'epsomita; com eflorescències sobre exposicions de roca magnèsica i en explotacions a les mines; com espeleotemes en coves; pot ser trobada com un precipitat per evaporació en llacs i sòls salins. Sol trobar-se associada a altres minerals com: calcita, epsomita, niahita, sideròtil i starkeyita. Als territoris de parla catalana ha estat descrita a les mines d'Alum de La Vilella Alta (Priorat), al terme municipal de Rajadell (Bages), a Asp (Vinalopó Mitjà) i a Oriola (Baix Segura).